# Route départementale 27 (Hautes-Pyrénées)
Pour les articles homonymes, voir Route départementale 27.
La route départementale 27, ou RD 27, est une route départementale des Hautes-Pyrénées reliant Oroix à Saint-Sever-de-Rustan.

## Descriptif

### Longueur
L'itinéraire présente une longueur de 26,7 km.

### Nombre de voies
La RD 27 est sur la totalité de son tracé bidirectionnelle à deux voies.

### Tracé
La RD 27 traverse le département d'ouest en est à partir de Oroix depuis la limite des Pyrénées-Atlantiques et rejoint le centre du village de Saint-Sever-de-Rustan à l'intersection de la route départementale D 6.
Elle coupe la route départementale D 935 au niveau d'Andrest et la N 21 au niveau de Tostat.
Elle raccorde le Pays du Val d’Adour au Pays des Coteaux.

## Communes traversées
- Oroix
- Tarasteix
- Siarrouy
- Andrest
- Marsac
- Tostat
- Dours
- Escondeaux
- Lescurry
- Peyrun
- Mansan
- Saint-Sever-de-Rustan

## Gestion, entretien et exploitation

### Organisation territoriale
En 2021, les services routiers départementaux sont organisés en cinq agences techniques départementales et 25 centres d'exploitation qui ont pour responsabilité l’entretien et l’exploitation des routes départementales de leur territoire. 
La RD 27 dépend des agences du Pays du Val d’Adour et du Pays des Coteaux et des centres d'exploitation de Vic-en-Bigorre et de Pouyastruc.

### Exploitation
En saison hivernale, le département publie une carte des conditions de circulation (C1 circulation normale, C2 délicate, C3 difficile, C4 impossible).

## Galerie

Sélection de vues des villages traversés.
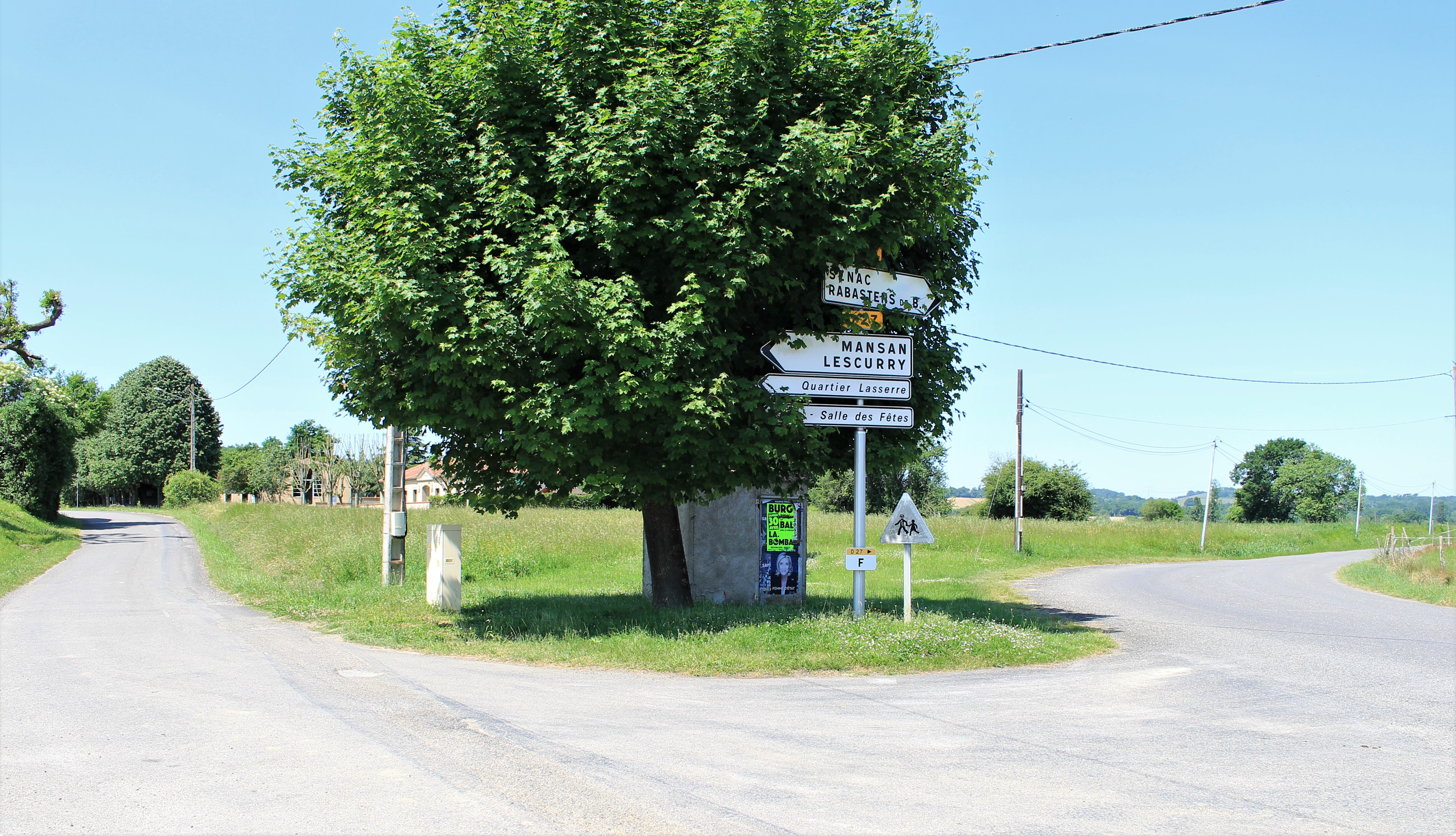
Fin de la route.
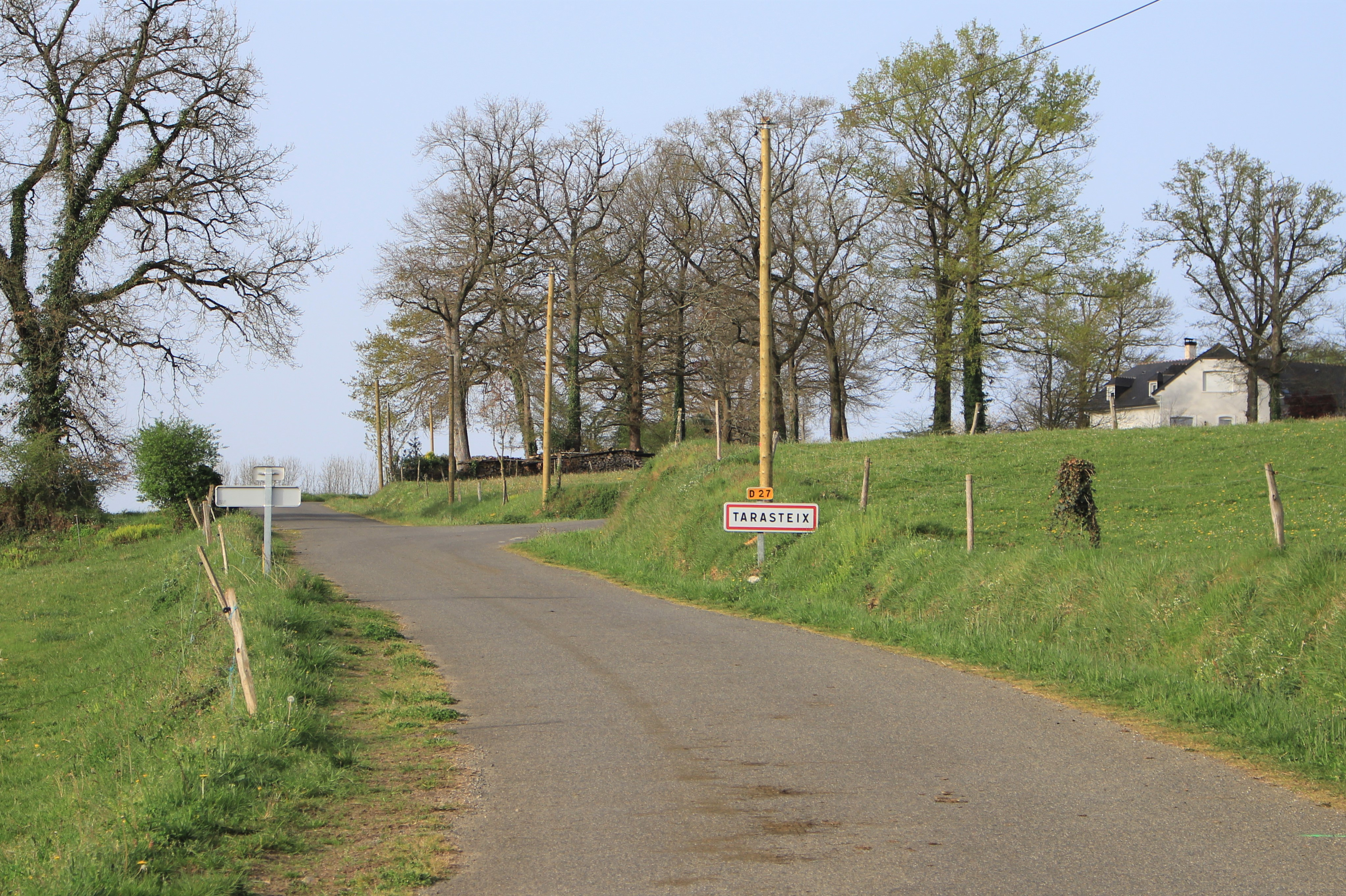
Entrée Nord-Est de Tarasteix.
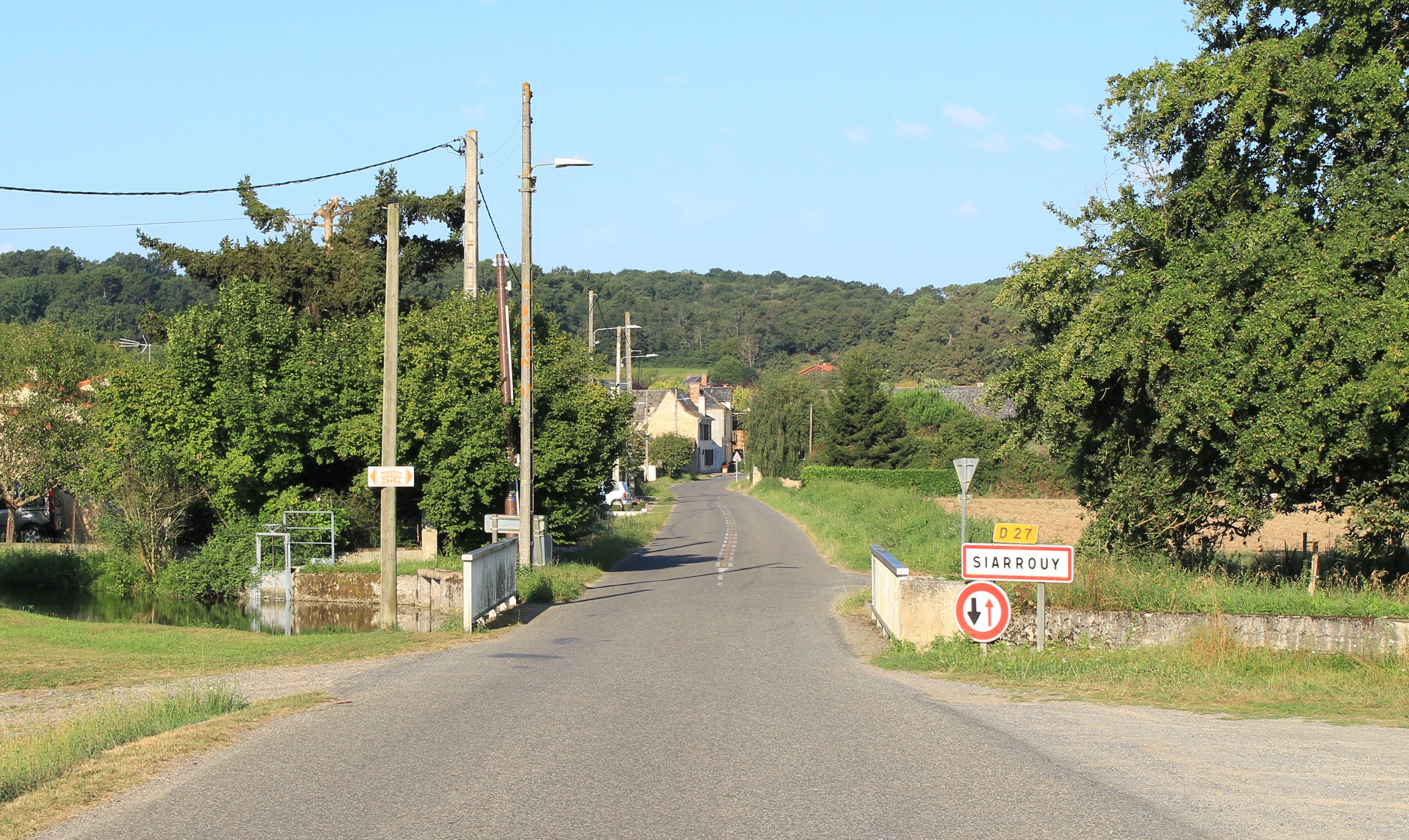
Entrée Est de Siarrouy.
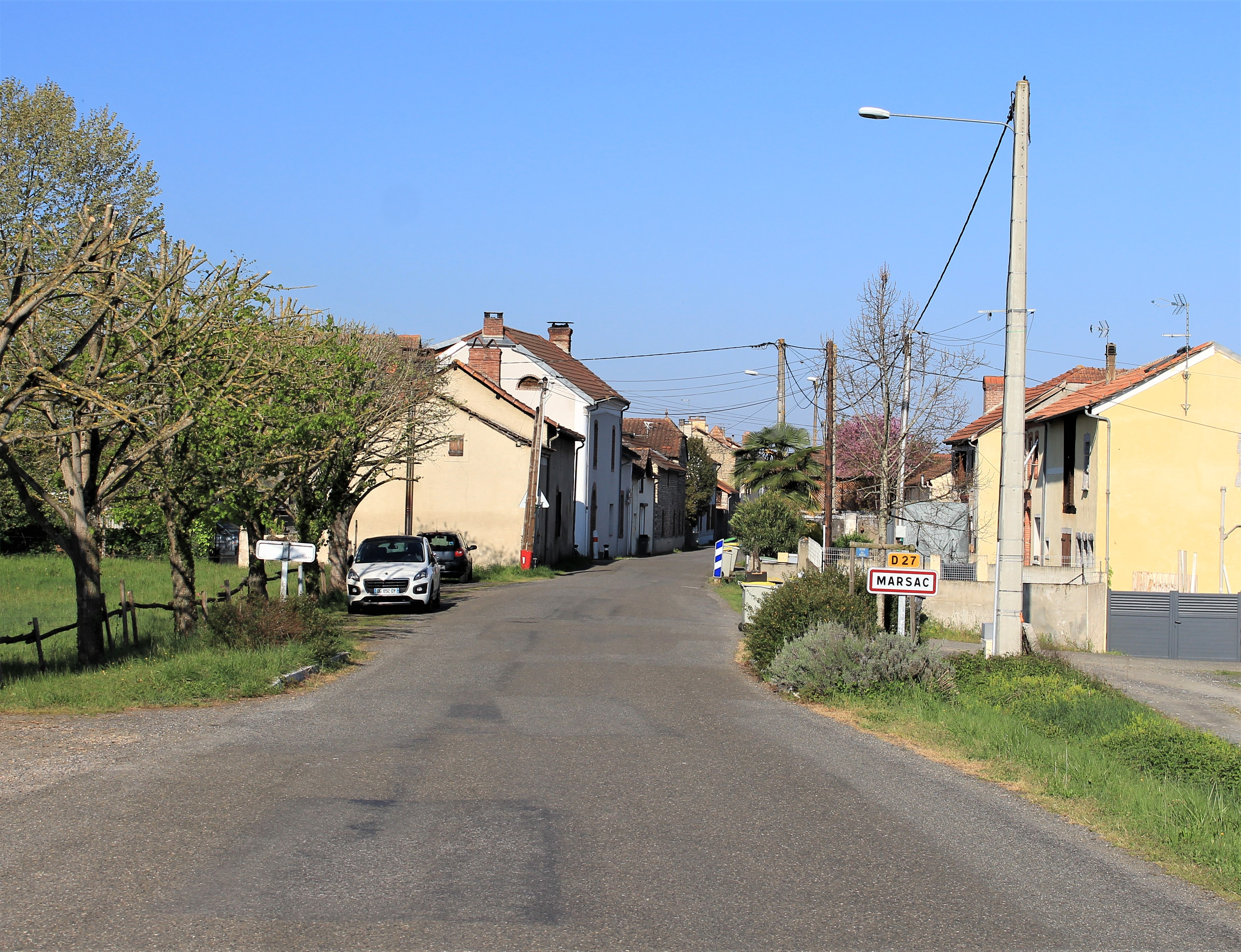
Entrée Est de Marsac.
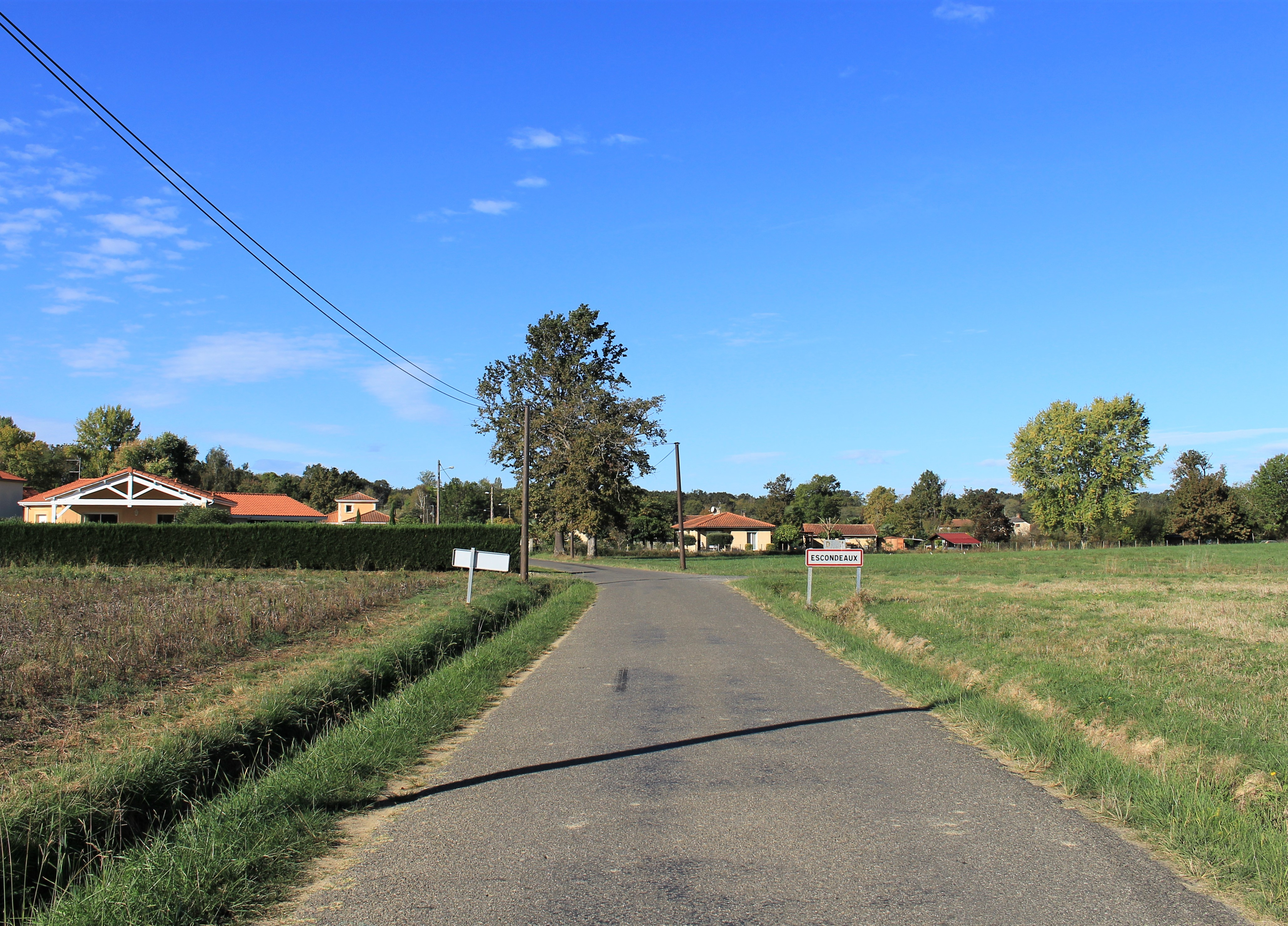
Entrée Est d'Escondeaux.
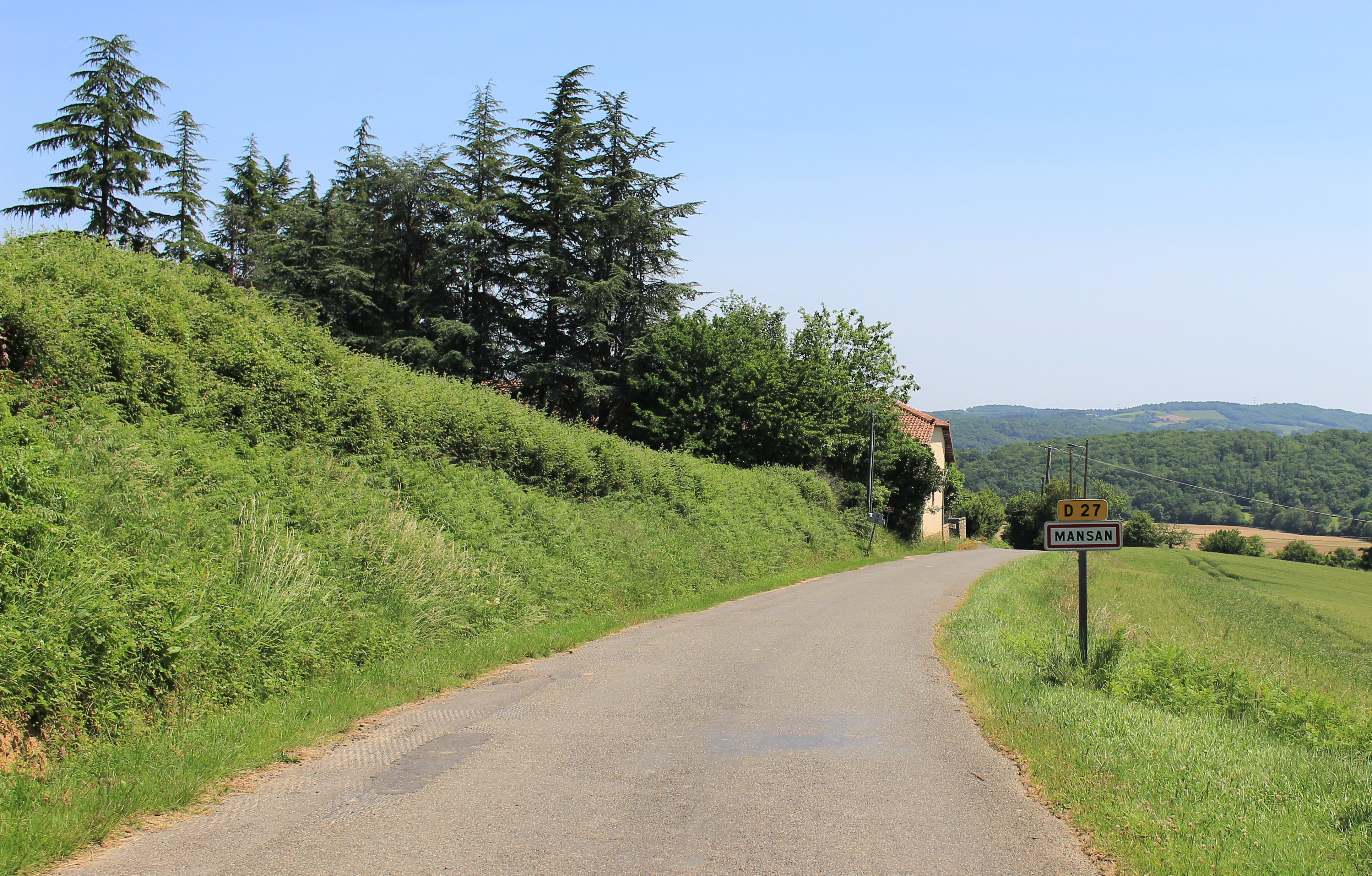
Entrée Ouest de Mansan.
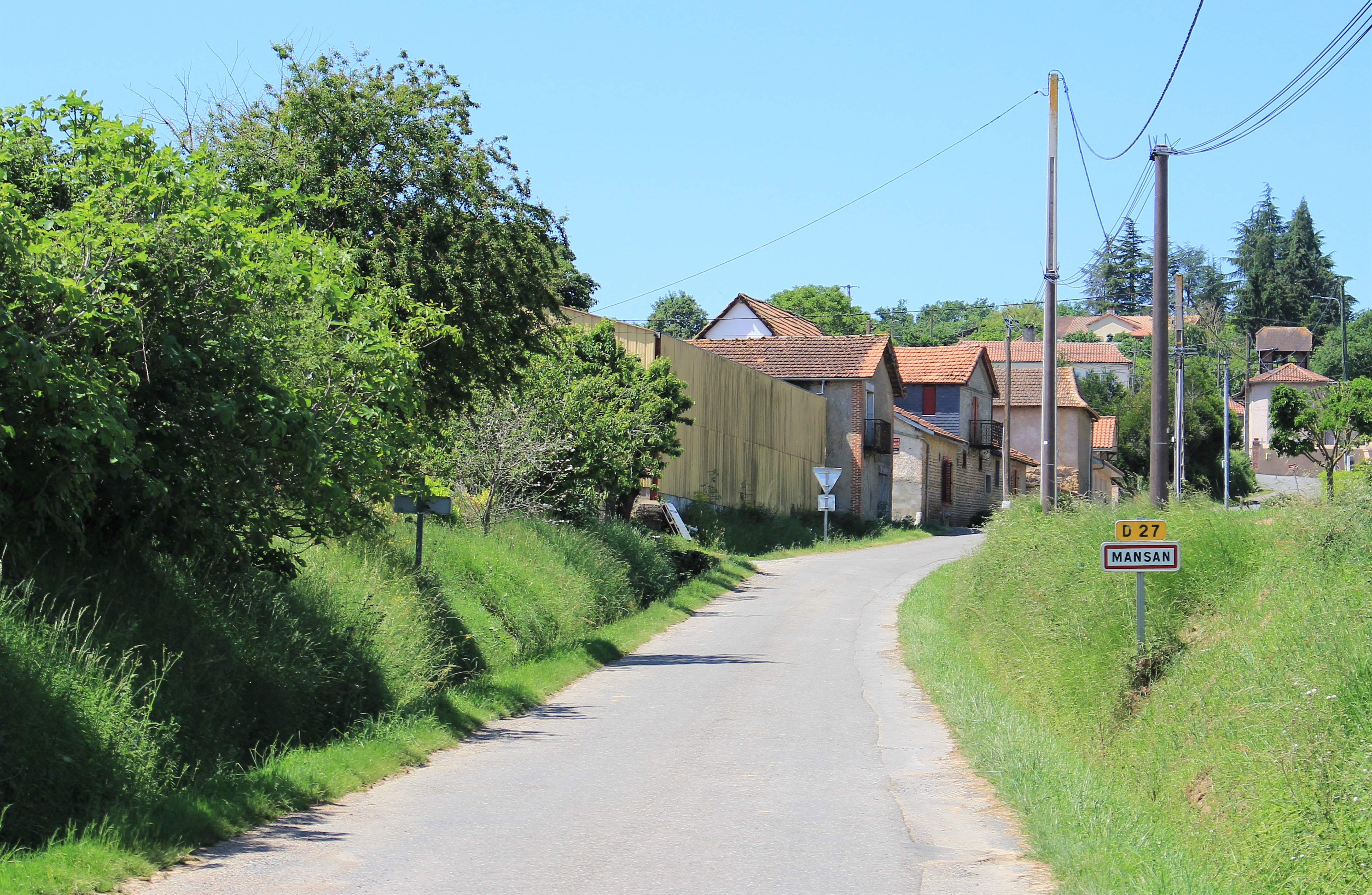
Entrée Est de Mansan.
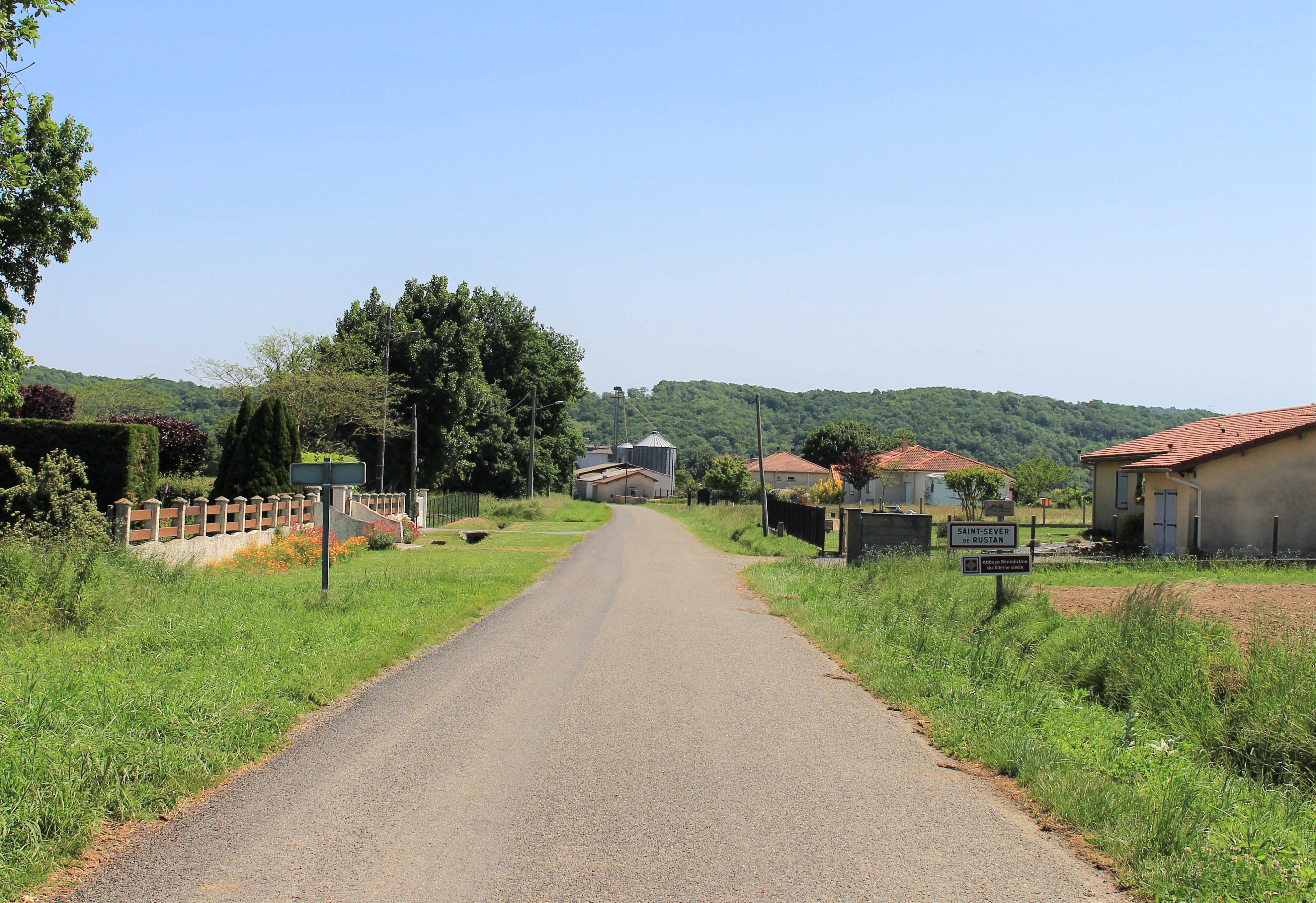
Entrée Ouest de St-Sever-de-Rustan.